# هاتف ثابت

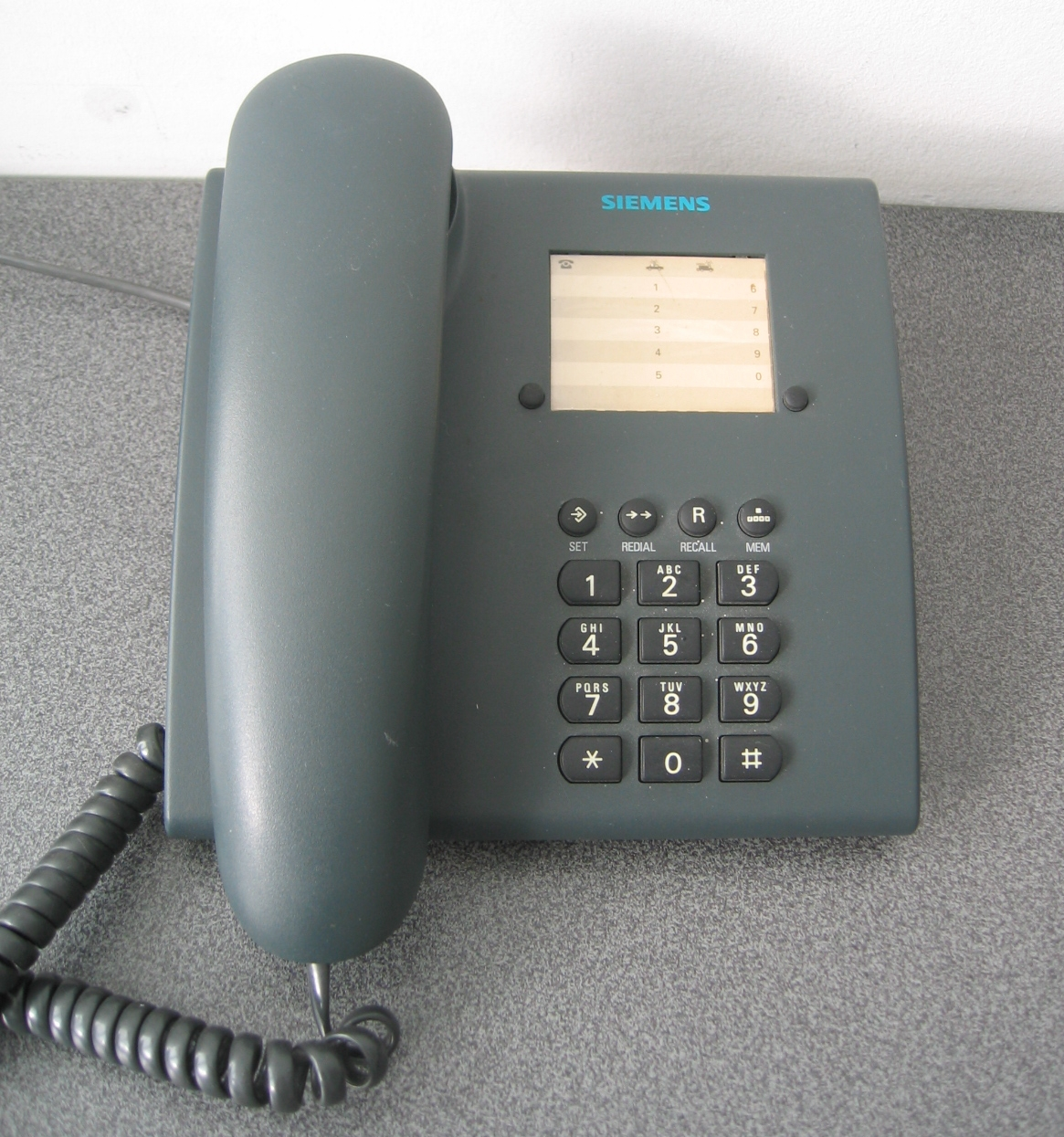
هاتف أرضي

الهاتف الثابت أو الهاتف الأرضي أو الهاتف القار هو طريقة الاتصال السمعي باستخدام شبكة من الموصلات مثل (الكيبل النحاسي، الكيبل الضوئي) المدفونة تحت الأرض في معظم الأحيان.
من خصائص الهاتف الثابت مقارنة بالهاتف المتنقل هو أن المستخدم يستخدم الأجهزة وهي ثابتة بحيث لا يمكن إجراء الاتصال والتحرك في نفس الوقت لمسافة بعيدة (إلا إذا جهز الهاتف بمنظومة وصلة لاسلكية قصيرة المدي 20 - 100متر) لكون الهاتف الثابت لا يعتمد على تغطية راديوية عادة بل على اتصال مباشر بالشبكة العامة عن طريق كيبل فإنه متوفر للاتصال والاستقبال على مدار الساعة دون التأثر بقوة التغطية والظروف الأخرى وذو كلفة أقل. يمكن استخدام وصلة الهاتف الثابت أيضاً للاتصال بالإنترنت وبكلفة متدنية.